# Анжела Жгуна
Анжела Жгуна (нар. 16 жовтня 1973) — колишня латвійська тенісистка.
Найвищу одиночну позицію світового рейтингу — 394 місце досягла 10 листопада 2003, парну — 376 місце — 29 вересня 2003 року.
Здобула 1 одиночний та 2 парні титули туру ITF.

## Фінали ITF
| Турніри $50,000 |
| Турніри $25,000 |
| Турніри $10,000 |

### Одиночний розряд (1–0)
| Результат | Ранг | Дата          | Турнір         | Покриття | Суперниця     | Рахунок  |
| --------- | ---- | ------------- | -------------- | -------- | ------------- | -------- |
| Перемога  | 1.   | 26 січня 2003 | ITF Маямі, США | Тверде   | Ольга Пучкова | 6–4, 6–2 |

### Парний розряд (2–4)
| Результат | Ранг | Дата           | Турнір                 | Покриття | Партнерка   | Суперниці                      | Рахунок       |
| --------- | ---- | -------------- | ---------------------- | -------- | ----------- | ------------------------------ | ------------- |
| Поразка   | 1.   | 2 липня 2001   | ITF Waco США           | Тверде   | Гаель Адда  | Katja Kovac Джанаві Парех      | 4–6, 7–5, 5–7 |
| Поразка   | 2.   | 5 серпня 2001  | ITF Гаррісонсбург, США | Тверде   | Анета Сукап | Лара Ван Роєн Тетяна Лужанська | 5–7, 6–3, 2–6 |
| Поразка   | 3.   | 15 січня 2002  | ITF Гейнсвілл, США     | Тверде   | Бо Джонс    | Петра Рампре Ванесса Вебб      | 3–6, 7–5, 4–6 |
| Перемога  | 1.   | 1976           | ITF Маямі, США         | Тверде   | Бо Джонс    | Бруна Колозіу Ванесса Менга    | 6–4, 4–6, 6–4 |
| Перемога  | 2.   | 19 травня 2003 | ITF Ель-Пасо, США      | Тверде   | Бо Джонс    | Різа Заламеда Енн Єлсі         | 6–0, 7–6(4)   |
| Поразка   | 4.   | 8 червня 2003  | ITF Гілтон-Гед, США    | Тверде   | Бо Джонс    | Івонн Дойл Ніколь Ренкен       | 3–6, 5–7      |